# Alfredo Cassino
Alfredo Gabriel Cassino fue un militar y banquero argentino, que se desempeñó como presidente del Banco Central de la República Argentina (BCRA) en 1976. Como militar alcanzó la jerarquía de general de brigada (general de Intendencia, dado que pertenecía al Cuerpo de Intendencia en el Ejército Argentino).

## Carrera
Al momento de su designación como presidente del Banco Central, durante el Proceso de Reorganización Nacional, ya se encontraba retirado. Su gestión adelante del Banco Central fue una de las más cortas de la historia de aquel organismo, ya que solo duró once días, puesto que Jorge Rafael Videla lo designó apenas consumado el golpe de Estado del 24 de marzo de 1976 como delegado interventor. Sin embargo, las gestiones cortas en el BCRA, a causa de las crisis económicas argentinas, se hicieron habituales desde entonces.
Durante aquel período también se desempeñó como vicepresidente de la Comisión Nacional de Valores (CNV) y como interventor judicial del Banco Hurlingham. El periódico Página 12 señala distintas investigaciones que lo involucran con maniobras ilícitas para la apropiación de bienes de desaparecidos, de los que nunca fue juzgado, aunque procesado en la década de 1970 por su gestión como interventor del Banco Hurlingham.
También se desempeñó como miembro de la comisión de cuentas del Círculo Militar.